# كارلوس بونيت (ملحن)
كارلوس بونيت (بالإسبانية: Carlos Bonnet)‏ هو ملحن فنزويلي، ولد في 29 أكتوبر 1892، وتوفي في 16 يناير 1983.

## وصلات خارجية
- كارلوس بونيت على موقع أول ميوزيك (الإنجليزية)